# Посёлок 40 лет ВЛКСМ
Посёлок 40 лет ВЛКСМ – микрорайон в юго-восточной части города Ржева Тверской области. 
На севере граничит с микрорайонами Васильевский и Нижний Бор, на юге, по реке Большая Лоча с деревней Збоево Ржевского района.
Состоит из одноэтажной барачной жилой застройки.
Неподалёку от посёлка располагается лесопарковая зона «Нижний бор». Зимой там действуют лыжные трассы, летом трассы для велоэкстремальных видов спорта.

## Транспорт
Сообщение с центром Ржева осуществляется автобусными маршрутами № 3 и № 3А.